# 本間忠
本間 忠（ほんま ただし、1977年8月5日 - ）は、新潟県出身の元プロ野球選手（投手）、野球指導者。

## 来歴・人物
新潟県新津市（現新潟市秋葉区）出身。もともとキャッチャーだったが日本文理高等学校で投手に転向。
日本文理高校を卒業後、大分県にある日本文理大学（日本文理高校の系列校ではない）に入学するも、肩の故障などで僅か半年で中退し帰郷。
家業の工務店を手伝う傍ら、新潟市に本拠を置く社会人クラブチーム・ケンタッキー・サンダーズ（後に野田サンダーズ）でプレーを再開した。それから3年後、都市対抗予選で対戦したNTT信越の監督からの勧めでプロ球団の入団テストを受けることになり、1998年秋は読売ジャイアンツのテストに高野忍と共に合格。しかしドラフトでは高野だけが指名され入団、結局本間は指名されなかった。
1999年もプロ球団の入団テスト挑戦を続け、ヤクルトスワローズのテストに合格。同年秋のドラフトで6位で指名され入団した。

### ヤクルト時代
ヤクルト入団後は主に中継ぎとして活躍していたが、2006年は右肩・肘など故障が相次ぎ、二軍でも後半戦は登板機会がなかった。
同年10月3日に戦力外通告を受け、現役を引退する。

### 現役引退後
ヤクルトからは二軍サブマネージャー就任を依頼されたが、高校の先輩にあたる吉田篤史に相談するなどした結果、地元で指導者として再起することを決め、2007年から2009年までの3シーズン、BCリーグの新潟アルビレックス・ベースボール・クラブの投手コーチを務めた。
同年オフ、契約満了に伴い新潟BCを退団後、田中健太郎（元読売ジャイアンツ）ら元プロ選手と共に野球教室「シンプル・ベースボール・アカデミー」を旗揚げし、新潟県内各地で少年野球や社会人野球、女子野球などの技術指導を行っている。
また2014年に学生野球資格回復制度を受けてアマチュア指導が可能となり、同年から母校の日本文理高校でも外部コーチも務めている。教え子には、飯塚悟史、鈴木裕太、田中晴也がいる。

## 詳細情報

### 年度別投手成績
| 年 度     | 球 団     | 登 板 | 先 発 | 完 投 | 完 封 | 無 四 球 | 勝 利 | 敗 戦 | セ 丨 ブ | ホ 丨 ル ド | 勝 率 | 打 者 | 投 球 回 | 被 安 打 | 被 本 塁 打 | 与 四 球 | 敬 遠 | 与 死 球 | 奪 三 振 | 暴 投 | ボ 丨 ク | 失 点 | 自 責 点 | 防 御 率 | W H I P |
| --------- | --------- | ----- | ----- | ----- | ----- | -------- | ----- | ----- | -------- | ----------- | ----- | ----- | -------- | -------- | ----------- | -------- | ----- | -------- | -------- | ----- | -------- | ----- | -------- | -------- | ------- |
| 2000      | ヤクルト  | 29    | 0     | 0     | 0     | 0        | 3     | 2     | 0        | --          | .600  | 183   | 41.2     | 48       | 3           | 19       | 4     | 2        | 23       | 2     | 0        | 16    | 16       | 3.46     | 1.61    |
| 2001      | ヤクルト  | 13    | 1     | 0     | 0     | 0        | 2     | 0     | 0        | --          | 1.000 | 99    | 22.2     | 24       | 6           | 7        | 2     | 2        | 16       | 0     | 0        | 11    | 11       | 4.37     | 1.37    |
| 2002      | ヤクルト  | 3     | 0     | 0     | 0     | 0        | 0     | 1     | 0        | --          | .000  | 20    | 4.1      | 5        | 0           | 3        | 0     | 0        | 3        | 1     | 0        | 4     | 4        | 8.31     | 1.85    |
| 2003      | ヤクルト  | 6     | 0     | 0     | 0     | 0        | 0     | 0     | 0        | --          | ----  | 30    | 7.0      | 9        | 2           | 1        | 0     | 1        | 8        | 0     | 0        | 5     | 4        | 5.14     | 1.43    |
| 2005      | ヤクルト  | 11    | 0     | 0     | 0     | 0        | 0     | 0     | 0        | 1           | ----  | 69    | 18.2     | 10       | 2           | 3        | 0     | 0        | 17       | 0     | 0        | 6     | 4        | 1.93     | 0.70    |
| 通算：5年 | 通算：5年 | 62    | 1     | 0     | 0     | 0        | 5     | 3     | 0        | 1           | .625  | 401   | 94.1     | 96       | 13          | 33       | 6     | 5        | 67       | 3     | 0        | 42    | 39       | 3.72     | 1.37    |

### 記録
- 初登板：2000年6月30日、対中日ドラゴンズ12回戦（ナゴヤドーム）、8回裏に4番手で救援登板・完了、1回無失点
- 初奪三振：2000年7月28日、対横浜ベイスターズ15回戦（明治神宮野球場）、7回表に中根仁から空振り三振
- 初勝利：2000年8月20日、対広島東洋カープ21回戦（明治神宮野球場）、7回表に4番手で救援登板・完了、3回1失点
- 初先発登板：2001年5月26日、対横浜ベイスターズ9回戦（横浜スタジアム）、3回無失点
- 初ホールド：2005年9月29日、対広島東洋カープ21回戦（広島市民球場）、12回裏に7番手で救援登板、2/3回無失点

### 背番号
- 66 （2000年 - 2009年）

## 関連人物
- 田畑一也 - 本間と同じく大工からプロ野球選手になった人物。田畑がヤクルト時代に本間と同僚となり、同じような入団経緯から親交がある[5]。
- 飯塚悟史 - 日本文理高校で外部コーチを務めた際の教え子。
- 鈴木裕太 - 同上。本間と同じくヤクルトに入団する。
- 田中晴也 - 同上。